# Хитрово (Данковский район)
Хи́трово — село Полибинского сельсовета Данковского района Липецкой области.

## Название
По переписной книге 1678 г. отмечается как владение боярина М. И. Морозова и названо Старым Данковом, или Спасским. После смерти боярина его жена вышла замуж за окольничьего А. С. Хитрова, и село стало называться Хитровом.

## История
Спасское, Хитрово, Хитровщина тож, в качестве села с церковью «Всемилостиваго Спаса» упоминается в окладной книге 1676 г., где при той церкви показано земли 20 четв., сена на 20 коп., в причте – для двора, а в приходе 55 дворов. По переписным кн. 1678 г. с. Спасское писано за боярином Михаилом Ивановичем Морозовым, а самое село названо «Старым Донковом» что ныне село Спасское, где показано «двор боярской, в нем деловые люди, да задворных десять, да двор крестьянской, да двор бобыльской, итого двенадцать дворов». И после той переписи, по смерти боярина Михаила Ивановича, жена его Домна Семеновна вышла замуж за окольничего за Александра Савастенова сына Хитрова. По переписным кн. 1710 года в вышеписанном селе окольничего за вдовою Марьею Федоровою дочерью Федоровскаго женою «Хитрова писаны: двор помещиков, в нем дельные люди и конюхи да двадцать один двор крестьянский. После переписи 1710 г. с. Спасское и со крестьяны отдано в приданое за дочерью помещицы вдовы Марьи Федоровны Федоровской, жены Хитрова, вотчиннику генералу Павлу Ивановичу Якушинскому.
По ревизии 1716 г. в с. Спасском показано: двор вотчинников и 21 дв. крестьянской. В 1731 г. в с. Спасском состояло 80, а в 1774 г. 300 дворов, по числу коих и назначено быть при Спасской церкви трем комплектам священно-церковно-служителей. Каменная Преображенская церковь построена в 1781 г. кн. Сергеем Ивановичем Гагариным. Вследствие рапорта благочинного 26 июня 1807 г. о том, что прихожане Преображенской церкви не заботятся об исправлении ветхостей в означенной церкви, кн. И. С. Гагариным в сентябре того же года подана была просьба о разрешении устроить на церкви, вместо ветхой деревянной, железную кровлю, что ему журнальным постановлением консистории от 3 сентября и было разрешено. В 1876 г. трапеза была разобрана и построена в больших против прежнего размерах.
В XIX — начале XX века село являлось центром Хитровской волости Данковского уезда Рязанской губернии. В 1906 году в селе было 91 дворов.
С 1928 года село являлось центром Хитровского сельсовета Берёзовского района Козловского округа Центрально-Чернозёмной области, с 1954 года — в составе Липецкой области, с 1959 года — в составе Данковского района, с 2005 года — в составе Полибинского сельсовета.

## Население
| 1859 | 1906 | 2010 |
| ---- | ---- | ---- |
| 585  | ↗620 | ↘18  |

## Достопримечательности
В селе расположена недействующая Церковь Спаса Преображения (1781).